# ミンダナオ島
ミンダナオ島（ミンダナオとう、英: Mindanao）は、フィリピンでルソン島に次いで2番目に大きい島。

## 地理・気候
フィリピン諸島は、ルソン島周辺の群島・ヴィサヤ諸島・ミンダナオ島周辺の群島という3つの大きな群島で構成されているが、国土の南3分の1の部分にあたるのがミンダナオ周辺の群島である。ミンダナオ群島はミンダナオ島とその南西のスールー諸島などから構成されている。熱帯の気候であるが、北西太平洋に発生した台風はルソン島やヴィサヤ諸島へ向かうためミンダナオ島にはまれにしか上陸しない。このためフィリピンの他の地域に比べ台風の被害は比較的少なく、農業などに有利となっている。
フィリピン諸島の南端に位置し、面積はおよそ94,630 km2である。島は南北に約470 km、東西に約520 kmで、西部にはサンボアンガ半島が突出し、南西部のスールー海にはスールー諸島が散在し、ボルネオ島へ続いている。東は太平洋（フィリピン海）、南はセレベス海である。またカミギン島、ディナガット島、シアルガオ島、バシラン島、サマール島、サランガニ諸島といった島々が周囲に散在している。
東海岸（北部にディウアタ山地・南部にコルディレラ山脈）、西海岸（北部にブキドノンラナオ高原・南部にティルレイ高地）および中北部には2,000m級の山脈があり、フィリピン最高峰の火山であるアポ山 (2,954 m) が中央ミンダナオ高地にそびえる。島南西部にはコタバト盆地がある。
島内最長の川はアグサン川で全長約390キロメートル。島東部に流れるヒナトゥアン川は透明度が高く「魔法の河」と呼ばれている。島内最大の湖はラナオ湖で国内でも２番目の大きさに当たる。

## 産業
主要な産業は農業・林業・漁業であり、特に商品作物のプランテーションが名高い。カガヤン・デ・オロにはデルモンテ社の巨大パイナップル農場が、ダバオ市近郊にもドール社による一面のバナナ農場が広がり、ともに加工工場も持ち日本などへ出荷されている。これには、農民が大農園の農場労働者になって身分が不安定になるという問題もある。ビーチリゾートとしての可能性はあり、北部カミギン島などのようにビーチリゾートやダイビングといった観光業で収入を得る地方もあるが、フィリピンでも最も貧しい地方のひとつであるミンダナオ島西部やスールー諸島では、政情不安やテロ集団による観光客誘拐もあり、観光業の発達の障害になっている。

## 歴史

### イスラム教の受容
ミンダナオ島は中国と東南アジアの交易中継点となっていたが、南方から来るマレー系人の間にイスラム教が広まりだしたのを機に、1380年ミンダナオ島にもイスラム教が伝わり、後にフィリピン諸島各地に広がった。特に1457年にスールー諸島に成立したイスラム教国・スールー王国は最盛期にはミンダナオ島・パラワン島・ボルネオ島北部（サバ州）を統治した。フィリピン諸島におけるほとんどの領土をスペインに奪われたものの、ボルネオ北部をイギリスに獲得される19世紀末まで存続していた。

### スペイン植民地化
ミンダナオ島が西洋人と接触したのは、1521年、フェルディナンド・マゼランが率いていたスペイン艦隊が寄航した時である（マゼランは同年、セブ島近くのマクタン島で戦死している）。その後16世紀半ばから17世紀にかけて相次いでスペイン人航海者や兵士、宣教師が来航し、ミゲル・ロペス・デ・レガスピが1565年にセブ島を征服した直後にはミンダナオ島北部もスペインの植民地支配下に入ったが、ミンダナオ島南部はイスラム教勢力が強くスペインの力が及ばなかった。16世紀から現在のコタバト州周辺に築かれたマギンダナオ王国 (Sultanate of Maguindanao) は17世紀、スルタンのクダラット（Qudarat、ムハンマド・ディパトゥアン・クドラトゥッラー・ナシルッディーン Muhammad Dipatuan Qudratullah Nasiruddin）の治世にはミンダナオ島全土と周辺の島々も征服し、スペイン人植民者も手を出せない存在となった。
マギンダナオ王国やスールー王国は徐々に衰え19世紀には滅亡し、ミンダナオ南部もスペインのフィリピン植民政府によりゆっくりと征服されていった。たとえばダバオ付近がスペインに征服されたのは19世紀も半ばのことである。スペイン人の下、アニミズムを信じる住民のキリスト教への改宗が進んだが、イスラム教の定着が古くスペイン人による征服が進まなかった南部ではイスラム教が勢力を保ち続け、現在に至っている。
さまざまなムスリム勢力が、スペイン・アメリカ合衆国・フィリピン政府などに対して数世紀にわたる苦難に満ちた独立闘争を行ってきたが、キリスト教徒が多数を占める国から独立するという彼らの願いは戦力差のため失敗し続けてきた。

### 日本との関係
ミンダナオ島、とりわけダバオは日本との関係が深い。19世紀末にアメリカ人によって開かれたマニラ麻の農園作業に応募した移民がさきがけだった。1903年ごろのルソン島でのバギオへ至る高原道路建設では数千人の日本人労働者が厳しい工事に従事し、工事の後はミンダナオ島へ機会を求めて多くの人が移動した。
こうした中、太田恭三郎を筆頭に、マニラ麻農園を買収したり開設したりする日本人農園経営者が多く現れ、彼らは農場から工場まで一貫した施設を建設したため、小さな町だったダバオは大都市へと飛躍的に発展し、第二次世界大戦前までは2万人近い人口を有する東南アジア最大の日本人コミュニティを形成していた。中でも沖縄出身者が7割を占めていたとされる。
太平洋戦争開戦直後の1941年12月20日未明、日本軍がミンダナオ島に上陸してダバオに進撃を開始、ダバオは当日中に占領された。アメリカ軍は撤退時に日本人開拓民に向け機関銃の掃射を行うなどしたため、民間人の死者30余人、負傷者40余人が出ている。日本側は18000人の邦人が救出されたと報道した。
ミンダナオ島では軍政が敷かれたが、戦争末期のミンダナオ島の戦いでは、兵士のみならず日本人民間人も含む数万人が戦闘や病死、餓死で犠牲になった。
1945年（昭和20年）9月7日、ミンダナオ島タモンガンにて第35軍参謀長の友近美晴少将が降伏文書に調印した。戦後もダバオを始めミンダナオ島には多くの日系人がいるが、戦後にその証拠を紛失してしまったため日系人であることを証明できない日系移民が数多くいる。

### 第二次世界大戦後
第二次世界大戦後、プランテーションを持つ大地主と土地を持たない農園労働者との対立が激しい、人口過密なフィリピン中部ヴィサヤ諸島や北部ルソン島などから、多くの農民が自前の農地を持つためミンダナオ島に移民・入植しているが、彼らはキリスト教徒であり文化も言語も元からのミンダナオ島民とは異なるため摩擦がある。
フィリピン独立後、数十年にわたって行われた国土統一維持政策やミンダナオ島への国内移民の流入により、ミンダナオの人口の大多数をキリスト教徒が占めることになった。これにより、貧しい上に社会の主導権を取って代わられたムスリムの怒りや、数百年にわたる分離独立運動に火がつき、モロ・イスラム解放戦線 (MILF) や新人民軍 (NPA) などさまざまな反政府グループとフィリピン国軍との内戦が頻発し、ミンダナオ西部は危険地帯と化した。

### 対テロ戦争
21世紀に入り、中東やアフガニスタンでの紛争と結びついたイスラム教原理主義系のテロ組織の勃興により、ミンダナオ島やスールー諸島ではフィリピン国軍やアメリカ軍による共同軍事作戦、掃討作戦が行われている。特にミンダナオ島西部はアブ・サヤフやジェマ・イスラミアといった東南アジア全域で活動するとされる国際的テロ組織が拠点を置き、MILFなど伝統的な分離独立運動と連携しつつ、これら比較的主張が穏やかな民族主義的独立派の基盤を奪いかねないほど勢力が広がっているとされていたが、米比両軍による掃討によりほぼ壊滅・弱体化したと思われる。しかしMILFは根強い支持基盤を持つためまだ危険な地域も多く、渡航には注意が必要である。

2017年、ミンダナオ島でイスラム派過激組織ISILに呼応したアブ・サヤフの活動が活発化。同年5月25日、ロドリゴ・ドゥテルテ大統領は、島全域に戒厳令を発令。マラウィ市内に攻撃ヘリコプターを展開し、武装組織に対してロケット弾などによる攻撃を加えている。10月23日に終結宣言が出され5カ月間に及ぶ政府軍の掃討作戦が終了している。
戦闘終結宣言以降も治安の回復に時間がかかっていることから、大統領はミンダナオ島全域に出している戒厳令の1年間延長を議会に要請。12月13日、フィリピン上・下両院は戒厳令の延長を認めた。

## 住民

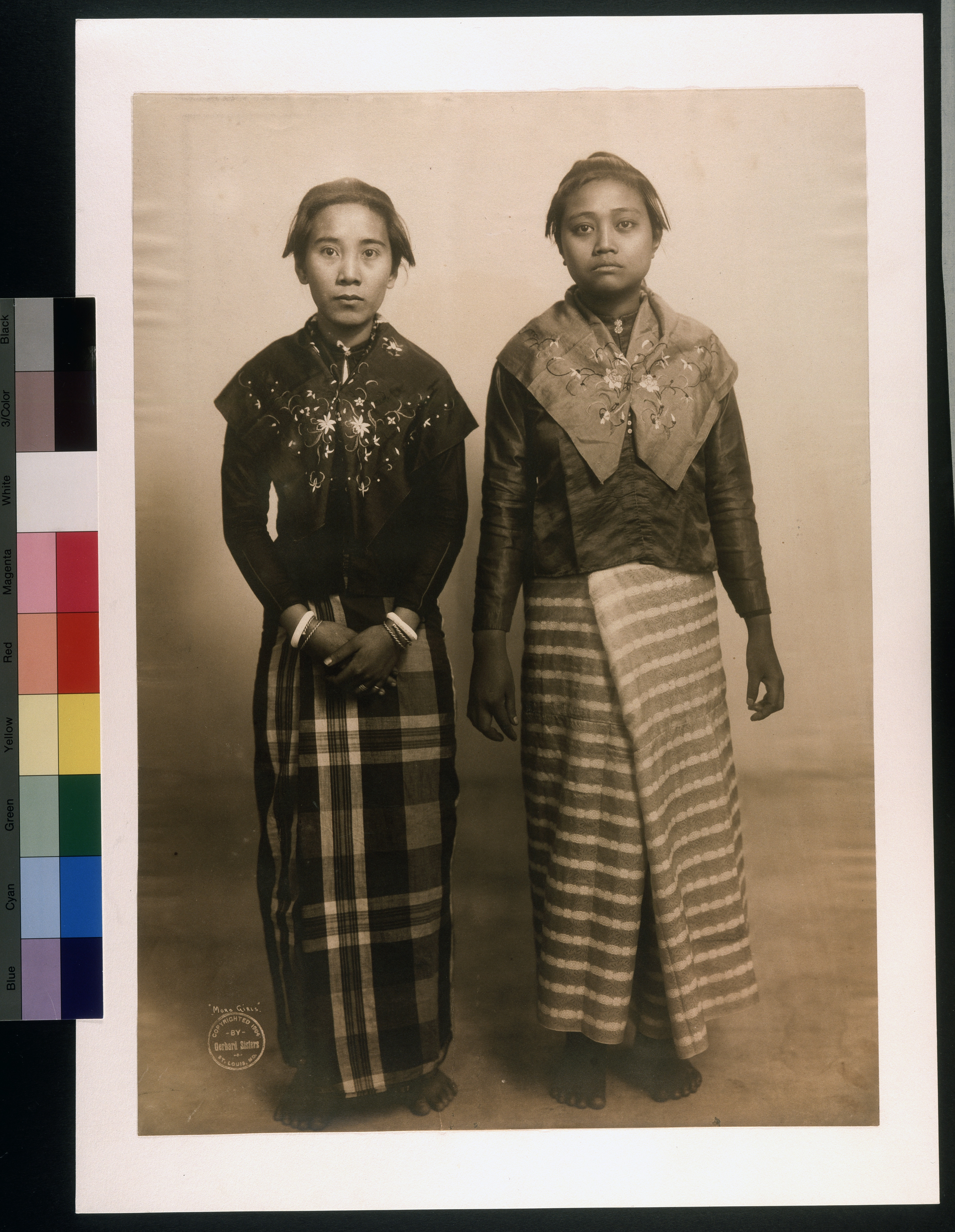
モロの女性。1904年

### 民族
モロ人は民族的には、島の中部ラナオ湖周辺のマラナオ人、マレーシア・サバ州とまたがって住むタウスグ人などに分かれている。複数の部族に分かれた先住民、ルマド人も存在する。比較的民族が多い。

### 言語
主にセブアノ語などのビサヤ諸語が話されているが、古くからの住民の間では、ミンダナオ諸語に属するマギンダナオ語やマラナオ語などが話されている。

### 宗教
ミンダナオ島の圧倒的多数はキリスト教徒で、特に島の北部に住むブトゥアン人はイスラム教の影響を受けず、アニミズムから直接キリスト教に改宗している。
今日、ミンダナオ島は、フィリピン国民の5%を占めているイスラム教徒「モロ人」（「ムーア人」の意味でムスリムのこと）の拠点となっている。
またキリスト教徒でもイスラム教徒でもないルマド人も存在する。

## 行政区分
6つの地方と26の州からなっている。

### 主な都市
- イリガン
- オザミス
- カガヤン・デ・オロ（2000年の人口461,877人、国内6位）
- コタバト
- サンボアンガ（2000年の人口601,794人、国内4位）
- スリガオ
- ジェネラル・サントス（2000年の人口411,822人、国内8位）
- ダバオ（2000年の人口1,147,116人、マニラ首都圏、メトロ・セブに次ぐ国内3位）
- ディポログ
- パガディアン
- ブトゥアン (旧国府)
- マラウィ

### 地方と州

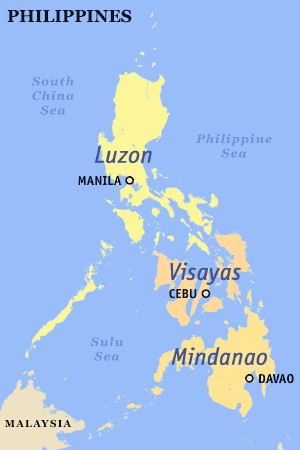
ルソン、ヴィサヤ、ミンダナオからなるフィリピン諸島

ミンダナオには6つの地方と28の州がある。うち、4州は離島部にある。これら地方は2001年に大きく再編されている。
- サンボアンガ半島地方 (Zamboanga Peninsula, Region IX)
  - 北サンボアンガ州
  - 南サンボアンガ州
  - サンボアンガ・シブガイ州

もと西ミンダナオ地方と呼ばれていた地域で、ミンダナオ島の西側に突き出たサンボアンガ半島に位置する。上記の3州と、これらから独立したサンボアンガ市、イサベラ市からなる。イサベラ市はバシラン州を形成するバシラン島にあるが、ここだけはサンボアンガ半島地方に属している。サンボアンガ半島地方の行政的中心はパガディアン市にある。
- 北ミンダナオ地方 (Northern Mindanao, Region X)
  - 東ミサミス州
  - 西ミサミス州
  - カミギン州
  - 北ラナオ州
  - ブキドノン州

ミンダナオ島中央部の北海岸を占める地方。カミギン州はミンダナオ島の北海岸沖の離島である。このほか、州に属さない街としてカガヤン・デ・オロ市があり、地方の行政的中心都市である。
- ダバオ地方 (Davao Region, Region XI)
  - ダバオ・デ・オロ州
  - 北ダバオ州
  - 南ダバオ州
  - 東ダバオ州
  - 西ダバオ州

ミンダナオ島の東南部、太平洋（フィリピン海）に面した地方であり、南から北へダバオ湾が入り込んでいる。もとは南ミンダナオ地方の一部であった。このほか、州に属さない街としてダバオ市があり、沖にはサマール島がある。地方の行政的中心はダバオ市。南ダバオ州の南端の自治体が、2013年10月に西ダバオ州として分離し発足した。
- ソクサージェン地方 (SOCCSKSARGEN, Region XII)
  - 南コタバト州
  - コタバト州
  - スルタン・クダラット州
  - サランガニ州

ミンダナオ島中部の南海岸を占める地方。もとは中部ミンダナオ地方と呼ばれていた。このほか、州に属さない街としてジェネラル・サントス市、コタバト市がある。地方名は、4つの州とジェネラル・サントスの頭文字をとった造語。コタバト市はバンサモロ自治地域・マギンダナオ州の中にある飛び地。元はこの地方の行政的中心はコタバト市にあったが、後に南コタバト州のコロナダル市が新しい行政中心都市になった。
- カラガ地方 (Caraga, Region XIII)
  - 北アグサン州
  - 南アグサン州
  - 北スリガオ州
  - 南スリガオ州
  - ディナガット・アイランズ州

ミンダナオ島の北東部を占める。行政的中心は北アグサン州ブトゥアン市。この地方には、北スリガオ州の北の沖に散在するディナガット島、シアルガオ島、ブカスグランデ島などを含む。ディナガット島の大部分を占める自治体が集まったディナガット・アイランズ州は、2006年12月に北スリガオ州から分離し発足した。
- バンサモロ自治地域 (Bangsamoro Autonomous Region in Muslim Mindanao, BARMM)
  - バシラン州（イサベラ市を除く）
  - 南ラナオ州
  - 北マギンダナオ州
  - 南マギンダナオ州
  - （スールー州）
  - タウイタウイ州
  - コタバト州の一部

この地方はミンダナオ島中央部のモロ湾に面した西海岸とスールー諸島からなる不規則な形状の地方である。行政首都は、マギンダナオ州に囲まれているがソクサージェン地方に属するコタバト市。

1990年、旧西ミンダナオ地方（イサベラ市を除くバシラン島）と旧中部ミンダナオ地方から、住民の多数がムスリムである地域が住民投票により分離してイスラム教徒ミンダナオ自治地域（ARMM）を形成した。ARMMはフィリピンの他の「地方」と違い、独自の政府を持っていた。スールー諸島に3州（バシラン州、スールー州とタウイタウイ州）、残る2州が本土にあった。2006年10月31日に、マギンダナオ州29町の住民による投票が行われた結果、北部の10町がシャリフ・カブンスアン州を構成することとなったが、2008年にフィリピン最高裁はARMMには州を創設する憲法上の権限はないとして、州創設の無効の判決を下した。

フィリピン政府とモロ・イスラム解放戦線の間で2012年に調印された和平合意準備である「バンサモロ枠組み合意」で、ARMMを「バンサモロ自治地域」に置き換える提案がなされ、2018年にバンサモロ基本法が議会で成立、2019年の住民投票により批准され、2019年2月26日にバンサモロ自治地域が発足した。スールー州はバンサモロ基本法を批准していないため、フィリピン最高裁判所によって2024年9月9日に自治地域からの除外が宣言された。

## 政治
ドゥテルテ家の地盤であり、最大都市ダバオでは一族が長く市長を務める。フェルディナンド・マルコスの息子ボンボン・マルコスが大統領に就任して以降、政治的対立から前任のロドリゴ・ドゥテルテがミンダナオ地方の独立案を持ち出すなど揺さぶりをかけている。

## 観光
- ティヌイアン滝